# Darnell Robinson
Darnell Lamont Robinson (Oakland, California; 30 de mayo de 1974) es un exjugador de baloncesto estadounidense. Con 2,11 de estatura, su puesto natural en la cancha era el de pívot. 

## Trayectoria
[actualizar]